# Bőle András
Bőle András (Szarvaskend, 1763. november 8. – Szombathely, 1843. június 4.) szombathelyi püspök.

## Élete
Szegény családban született. 1774-ben Kőszegen kezdte középiskolai tanulmányait, majd Sopronban retorikát, Győrben filozófiát tanult. Budán és Pozsonyban teológiát hallgatott, ezután 1786. november 1-én szentelték pappá. Felszentelése után a szombathelyi szemináriumban az újmisések tanulmányi felügyelője volt, majd 1790-től dogmatikát tanított. 1796-ban Szombathely plébánosa lett, 1810-ben királyi kanonokká és a szeminárium rektorává nevezték ki. 1820-ban püspöki helynök, 1821-ben pedig a káptalan nagyprépostja lett. 1822-től káptalani helynök volt.
1824. november 8-án I. Ferenc magyar király kinevezte szombathelyi megyéspüspökké, kinevezése 1825. március 21-én került megerősítésre. Magas kora ellenére kánoni egyházlátogatással személyesen járta be egész egyházmegyéjét, majd tapasztalatai alapján 1830-31-ben elkészítette a ma is érvényben lévő kánoni vizitációt. Újra kötelezővé tette az egyházmegye papjai számára a Szily János püspök által írt Instructiot. Helyreállíttatta a düledező zanati és a leégett zalaegerszegi templomot, Szarvaskenden és Nován iskolát építtetett, és alapítványt hozott létre a tanítók anyagi helyzetének javítására, valamint létrehozta az egyházmegyei segélyalapot. Felújíttatta a püspökség épületeit, ő építette a székesegyház oldalbejáratát és a Püspöki Sörházat is. 1843-ban hunyt el Szombathelyen.